# 田勢美貴江
田㔟 美貴江（たせい みきえ、旧姓は高橋 1980年1月17日- ）は、福島県二本松市出身の卓球選手。福島県立安達高等学校卒業後、淑徳短期大学を経て、淑徳大学に進学、大学卒業後、淑徳短期大学職員を経て2003年4月より十六銀行卓球部に所属している。
2001年には北京ユニバーシアードに出場しシングルスでは張怡寧に敗れた。2002年5月には梅村礼に次いでバタフライとアドバイサリー契約を結ぶ2人目の日本人女子選手となった。釜山で開かれた2002年アジア競技大会、2003年パリで行われた第47回世界卓球選手権個人戦ではシングルス2回戦でハンガリーのトートに敗れたが梅村礼と組んだダブルスは準々決勝で王楠、張怡寧に敗れたもののベスト8入りした。
2006年には日本卓球リーグ実業団連盟（JTTL）からスーパーゴールデンラケット賞を受賞した。
2007年4月28日に同じ卓球選手である田勢邦史と東武ホテルレバント東京で結婚した。交際のきっかけは2001年に中国に遠征した大会で美貴江と同室だった福原愛が熟睡して部屋の鍵をかけてしまったため邦史らとトランプをして夜を過ごしたことである。
第50回世界卓球選手権個人戦の2次選考会で代表入りが内定し、本大会では女子シングルスと混合ダブルス（夫の田勢邦史とのペア）で出場し、シングルスでは1回戦でコンゴ共和国のハン・シン、2回戦で格上のポーランドのリー・チェンを破ったが3回戦で劉詩雯に敗れた。また混合ダブルスでは1回戦でベラルーシペアを破ると2回戦でもイタリアのボボチーカ・ステファノバ組を破った。3回戦でクリスティアン・ズース、シャール組に敗れた。

## 主な成績
- 全日本卓球選手権 - 女子ダブルス優勝[17]（平成17年度）、混合ダブルス優勝（平成19年度[18]、20年度[19][20]）
- 全日本社会人卓球選手権 - 女子シングルス優勝（平成19年度）
- 東京卓球選手権大会 - 女子シングルス優勝（2005年[21]、2008年[22]）
- ITTFプロツアー - スウェーデンオープン女子シングルス3位（2001年）